# Lizette Cabrera
Lizette Cabrera (* 19. Dezember 1997 in Townsville) ist eine australische Tennisspielerin.

## Karriere
Cabrera, die im Alter von fünf Jahren mit dem Tennisspielen begann, bevorzugt Hartplätze. Sie spielt bislang vorrangig Turniere auf der ITF Women’s World Tennis Tour, auf der sie bislang zehn Titel im Einzel und sieben im Doppel gewinnen konnte.
Auf der WTA Tour erhielt sie 2013 eine Wildcard für die Qualifikation zu den Brisbane International, bei der sie aber bereits in der ersten Qualifikationsrunde gegen Bethanie Mattek-Sands mit 4:6 und 2:6 verlor.
2015 erhielt sie abermals eine Wildcard für die Qualifikation zu den Brisbane International; diesmal unterlag sie in der ersten Runde Jelisaweta Kulitschkowa mit 3:6 und 3:6.
Ihre bislang größten Erfolge erzielte sie im Jahr 2016, als sie sich mit starken Leistungen von einer Platzierung jenseits der 1000 zu Beginn des Jahres bis unter die Top 300 Ende des Jahres spielen konnte. Zu Beginn des Jahres erreichte sie als Qualifikantin das Hauptfeld der Launceston International, wo sie in der ersten Runde der topgesetzten Donna Vekić nur knapp mit 3:6, 6:2 und 3:6 unterlag. Sie erreichte im Mai das Achtelfinale beim mit 50.000 US-Dollar dotierten Fukuoka International Women’s Tennis 2016, wo sie Xenija Lykina mit 4:6 und 4:6 unterlag. Mit den beiden Siegen im September bei den jeweils mit 25.000 US-Dollar dotierten ITF-Turnieren in Tweed Heads und Brisbane konnte sie sich erstmals in ihrer Karriere unter den Top 300 der Weltrangliste platzieren. Im April 2017 verbesserte sie sich im Ranking auf Platz 174.

## Turniersiege

### Einzel
| Nr. | Datum              | Turnier     | Kategorie   | Belag     | Finalgegnerin          | Ergebnis      |
| --- | ------------------ | ----------- | ----------- | --------- | ---------------------- | ------------- |
| 1.  | 25. September 2016 | Tweed Heads | ITF $25.000 | Hartplatz | Destanee Aiava         | 6:3, 5:7, 6:2 |
| 2.  | 2. Oktober 2016    | Brisbane    | ITF $25.000 | Hartplatz | Viktória Kužmová       | 6:2, 6:4      |
| 3.  | 28. Juli 2019      | Granby      | ITF W80     | Hartplatz | Leylah Annie Fernandez | 6:1, 6:4      |
| 4.  | 29. September 2019 | Darwin      | ITF W60     | Hartplatz | Abbie Myers            | 6:4, 4:6, 6:2 |
| 5.  | 27. Oktober 2019   | Bendigo     | ITF W60     | Hartplatz | Maddison Inglis        | 6:2, 6:3      |
| 6.  | 16. Oktober 2022   | Cairns      | ITF W25     | Hartplatz | Naiktha Bains          | 5:7, 6:3, 6:2 |
| 7.  | 24. Juni 2023      | Tauste      | ITF W25+H   | Hartplatz | Rosa Vicens Mas        | 6:1, 6:3      |
| 8.  | 2. März 2025       | Launceston  | ITF W35     | Hartplatz | Sakura Hosogi          | 7:5, 6:2      |
| 9.  | 16. März 2025      | Mildura     | ITF W35     | Rasen     | Chihiro Muramatsu      | 6:0, 7:5      |
| 10. | 23. März 2025      | Swan Hill   | ITF W35     | Rasen     | Sakura Hosogi          | 6:4, 6:3      |

### Doppel
| Nr. | Datum              | Turnier    | Kategorie   | Belag     | Partnerin               | Finalgegnerinnen                | Ergebnis          |
| --- | ------------------ | ---------- | ----------- | --------- | ----------------------- | ------------------------------- | ----------------- |
| 1.  | 14. Oktober 2016   | Cairns     | ITF $25.000 | Hartplatz | Alison Bai              | Katarzyna Kawa Sandra Zaniewska | 7:5, 5:7, [12:10] |
| 2.  | 25. Mai 2019       | Caserta    | ITF W25     | Sand      | Julia Grabher           | Elena Bogdan Vivien Juhászová   | 6:3, 6:4          |
| 3.  | 28. September 2019 | Darwin     | ITF W60     | Hartplatz | Destanee Aiava          | Alison Bai Jaimee Fourlis       | 6:4, 2:6, [10:3]  |
| 4.  | 18. Juni 2022      | Ilkley     | ITF W100    | Rasen     | Jang Su-jeong           | Naiktha Bains Maia Lumsden      | 67:7, 6:0, [11:9] |
| 5.  | 10. August 2024    | Roehampton | ITF W35     | Hartplatz | Nigina Abduraimova      | Akiko Omae Eri Shimizu          | 6:2, 6:2          |
| 6.  | 2. November 2024   | Sydney     | ITF W75     | Hartplatz | Taylah Preston          | Destanee Aiava Maddison Inglis  | 6:1, 3:6, [10:8]  |
| 7.  | 15. März 2025      | Mildura    | ITF W35     | Rasen     | Gabriella Da Silva Fick | Alicia Smith Belle Thompson     | 2:6, 6:3, [12:10] |

## Abschneiden bei Grand-Slam-Turnieren

### Einzel
| Turnier         | 2017 | 2018 | 2019 | 2020 | 2021 | 2022 | 2023 | 2024 | 2025 | Karriere |
| --------------- | ---- | ---- | ---- | ---- | ---- | ---- | ---- | ---- | ---- | -------- |
| Australian Open | 1    | 1    | Q2   | 1    | 1    | Q2   | Q1   | —    | Q1   | 1        |
| French Open     | Q1   | Q2   | —    | —    | Q1   | Q2   | —    | —    | Q1   | —        |
| Wimbledon       | Q2   | Q2   | —    |      | Q1   | Q2   | —    | —    | Q1   | —        |
| US Open         | Q2   | 1    | Q3   | 1    | Q1   | Q2   | —    | —    |      | 1        |

Zeichenerklärung: S = Turniersieg; F, HF, VF, AF = Einzug ins Finale / Halbfinale / Viertelfinale / Achtelfinale; 1, 2, 3 = Ausscheiden in der 1. / 2. / 3. Hauptrunde; Q1, Q2, Q3 = Ausscheiden in der 1. / 2. / 3. Qualifikationsrunde; nicht ausgetragen

### Doppel
| Turnier         | 2017 | 2018 | 2019 | 2020 | 2021 | 2022 | 2023 | 2024 | 2025 | Karriere |
| --------------- | ---- | ---- | ---- | ---- | ---- | ---- | ---- | ---- | ---- | -------- |
| Australian Open | 1    | —    | 1    | 1    | 2    | 2    | 1    | —    | 1    | 2        |
| French Open     | —    | —    | —    | —    | —    | —    | —    | —    |      | —        |
| Wimbledon       | —    | —    | —    |      | —    | —    | —    | —    |      | —        |
| US Open         | —    | —    | —    | —    | —    | —    | —    | —    |      | —        |

## Weltranglistenpositionen am Saisonende
| Jahr   | 2012 | 2013 | 2014 | 2015 | 2016 | 2017 | 2018 | 2019 | 2020 | 2021 | 2022 | 2023 | 2024 |
| ------ | ---- | ---- | ---- | ---- | ---- | ---- | ---- | ---- | ---- | ---- | ---- | ---- | ---- |
| Einzel | 795  | -    | 1243 | 1062 | 256  | 135  | 230  | 131  | 140  | 172  | 296  | 281  | 428  |
| Doppel | 819  | -    | 946  | 885  | 281  | 279  | 169  | 249  | 228  | 200  | 173  | 682  | 275  |